# Softball a 2000. évi nyári olimpiai játékokon
A 2000. évi nyári olimpiai játékokon a softballtornát szeptember 17. és 26. között rendezték meg.

## Éremtáblázat
(A rendező ország csapata eltérő háttérszínnel, az egyes számoszlopok legmagasabb értéke, vagy értékei vastagítással kiemelve.)
| A 2000. évi nyári olimpiai játékok éremtáblázata softballban | A 2000. évi nyári olimpiai játékok éremtáblázata softballban | A 2000. évi nyári olimpiai játékok éremtáblázata softballban | A 2000. évi nyári olimpiai játékok éremtáblázata softballban | A 2000. évi nyári olimpiai játékok éremtáblázata softballban | Olimpia  |
| ------------------------------------------------------------ | ------------------------------------------------------------ | ------------------------------------------------------------ | ------------------------------------------------------------ | ------------------------------------------------------------ | -------- |
|                                                              | Ország                                                       | Arany                                                        | Ezüst                                                        | Bronz                                                        | Összesen |
| 1.                                                           | Egyesült Államok (USA)                                       | 1                                                            | 0                                                            | 0                                                            | 1        |
|                                                              |                                                              |                                                              |                                                              |                                                              |          |
| 2.                                                           | Japán (JPN)                                                  | 0                                                            | 1                                                            | 0                                                            | 1        |
|                                                              |                                                              |                                                              |                                                              |                                                              |          |
| 3.                                                           | Ausztrália (AUS)                                             | 0                                                            | 0                                                            | 1                                                            | 1        |
|                                                              |                                                              |                                                              |                                                              |                                                              |          |
| Összesen                                                     | Összesen                                                     | 1                                                            | 1                                                            | 1                                                            | 3        |

## Érmesek
| A 2000. évi nyári olimpiai játékok érmesei softballban | A 2000. évi nyári olimpiai játékok érmesei softballban | A 2000. évi nyári olimpiai játékok érmesei softballban | A 2000. évi nyári olimpiai játékok érmesei softballban |
| --- | --- | --- | ------------------------------------------------------ |
| Arany | Ezüst | Bronz |                                                        |
| Egyesült Államok (USA) | Japán (JPN) | Ausztrália (AUS) |                                                        |
| Christie Ambrosi Laura Berg Jennifer Brundage Crystl Bustos Sheila Douty Lisa Fernandez Lori Harrigan Danielle Henderson Jennifer McFalls Stacey Nuveman Leah O’Brien-Amico Dot Richardson Michele Smith Michelle Venturella Christa Williams | Tamoto Hiroko Kobajasi Josimi Naitó Emi Andó Miszako Macumoto Naomi Fudzsii Jumiko Isikava Taeko Takajama Dzsuri Itó Kazue Maszubucsi Mariko Koszeki Siori Jamadzsi Noriko Szaitó Haruka Jamada Mijó Ucugi Reika | Sandra Allen Joanne Brown Kerry Dienelt Peta Edebone Sue Fairhurst Selina Follas Fiona Hanes Kelly Hardie Tanya Harding Sally McCreedy Simmone Morrow Melanie Roche Natalie Titcume Natalie Ward Brooke Wilkins |                                                        |

## Lebonyolítás
A 8 résztvevő egy csoportban szerepelt, a csoport végeredményét körmérkőzések döntötték el. Az első négy helyezett jutott tovább az elődöntőbe, ahol az első és a második, valamint a harmadik és negyedik helyezett játszott egymással. Az első és második helyezett mérkőzésének győztese a döntőbe került. A vesztes a harmadik és negyedik helyezett győztesével újabb mérkőzést játszott a döntőbe jutásért.

## Csoportkör
| Csapat           | M | Gy | V | P+ | P– | Pk  |
| ---------------- | - | -- | - | -- | -- | --- |
| Japán            | 7 | 7  | 0 | 18 | 7  | +11 |
| Ausztrália       | 7 | 6  | 1 | 22 | 5  | +17 |
| Kína             | 7 | 5  | 2 | 26 | 4  | +22 |
| Egyesült Államok | 7 | 4  | 3 | 19 | 6  | +13 |
| Olaszország      | 7 | 2  | 5 | 3  | 27 | –24 |
| Új-Zéland        | 7 | 2  | 5 | 12 | 22 | –10 |
| Kuba             | 7 | 1  | 6 | 6  | 30 | –24 |
| Kanada           | 7 | 1  | 6 | 13 | 18 | –5  |

| 2000. szeptember 17. 10:30 |  | Kanada (CAN) | 0–6 | Egyesült Államok |  |  |
| 2000. szeptember 17. 10:30 |  |              |     |                  |  |  |

| 2000. szeptember 17. 13:00 |  | Olaszország (ITA) | 0–5 | Kína |  |  |
| 2000. szeptember 17. 13:00 |  |                   |     |      |  |  |

| 2000. szeptember 17. 17:30 |  | Kuba (CUB) | 1–4 | Japán |  |  |
| 2000. szeptember 17. 17:30 |  |            |     |       |  |  |

| 2000. szeptember 17. 20:00 |  | Új-Zéland (NZL) | 2–3 | Ausztrália |  |  |
| 2000. szeptember 17. 20:00 |  |                 |     |            |  |  |

| 2000. szeptember 18. 10:30 |  | Kína (CHN) | 1–3 | Japán |  |  |
| 2000. szeptember 18. 10:30 |  |            |     |       |  |  |

| 2000. szeptember 18. 13:00 |  | Kuba (CUB) | 0–3 | Egyesült Államok |  |  |
| 2000. szeptember 18. 13:00 |  |            |     |                  |  |  |

| 2000. szeptember 18. 17:30 |  | Új-Zéland (NZL) | 3–2 | Kanada |  |  |
| 2000. szeptember 18. 17:30 |  |                 |     |        |  |  |

| 2000. szeptember 18. 20:00 |  | Ausztrália (AUS) | 7–0 | Olaszország |  |  |
| 2000. szeptember 18. 20:00 |  |                  |     |             |  |  |

| 2000. szeptember 19. 10:30 |  | Japán (JPN) | 2–1 | Egyesült Államok |  |  |
| 2000. szeptember 19. 10:30 |  |             |     |                  |  |  |

| 2000. szeptember 19. 13:00 |  | Olaszország (ITA) | 1–0 | Kuba |  |  |
| 2000. szeptember 19. 13:00 |  |                   |     |      |  |  |

| 2000. szeptember 19. 17:30 |  | Új-Zéland (NZL) | 0–10 | Kína |  |  |
| 2000. szeptember 19. 17:30 |  |                 |      |      |  |  |

| 2000. szeptember 19. 20:00 |  | Ausztrália (AUS) | 1–0 | Kanada |  |  |
| 2000. szeptember 19. 20:00 |  |                  |     |        |  |  |

| 2000. szeptember 20. 10:30 |  | Új-Zéland (NZL) | 6–2 | Kuba |  |  |
| 2000. szeptember 20. 10:30 |  |                 |     |      |  |  |

| 2000. szeptember 20. 13:00 |  | Japán (JPN) | 1–0 | Ausztrália |  |  |
| 2000. szeptember 20. 13:00 |  |             |     |            |  |  |

| 2000. szeptember 20. 17:30 |  | Kanada (CAN) | 7–1 | Olaszország |  |  |
| 2000. szeptember 20. 17:30 |  |              |     |             |  |  |

| 2000. szeptember 20. 20:00 |  | Kína (CHN) | 2–0 | Egyesült Államok |  |  |
| 2000. szeptember 20. 20:00 |  |            |     |                  |  |  |

| 2000. szeptember 21. 10:30 |  | Új-Zéland (NZL) | 0–1 | Olaszország |  |  |
| 2000. szeptember 21. 10:30 |  |                 |     |             |  |  |

| 2000. szeptember 25. 19:30 |  | Ausztrália (AUS) | 0–1 | Egyesült Államok |  |  |
| 2000. szeptember 25. 19:30 |  |                  |     |                  |  |  |

| 2000. szeptember 21. 17:30 |  | Kuba (CUB) | 0–7 | Kína |  |  |
| 2000. szeptember 21. 17:30 |  |            |     |      |  |  |

| 2000. szeptember 21. 20:00 |  | Japán (JPN) | 4–3 | Kanada |  |  |
| 2000. szeptember 21. 20:00 |  |             |     |        |  |  |

| 2000. szeptember 22. 10:30 |  | Egyesült Államok (USA) | 2–0 | Új-Zéland |  |  |
| 2000. szeptember 22. 10:30 |  |                        |     |           |  |  |

| 2000. szeptember 22. 13:00 |  | Kanada (CAN) | 1–2 | Kuba |  |  |
| 2000. szeptember 22. 13:00 |  |              |     |      |  |  |

| 2000. szeptember 22. 17:30 |  | Kína (CHN) | 0–1 | Ausztrália |  |  |
| 2000. szeptember 22. 17:30 |  |            |     |            |  |  |

| 2000. szeptember 22. 20:00 |  | Japán (JPN) | 2–0 | Olaszország |  |  |
| 2000. szeptember 22. 20:00 |  |             |     |             |  |  |

| 2000. szeptember 23. 10:30 |  | Ausztrália (AUS) | 8–1 | Kuba |  |  |
| 2000. szeptember 23. 10:30 |  |                  |     |      |  |  |

| 2000. szeptember 23. 13:00 |  | Kína (CHN) | 1–0 | Kanada |  |  |
| 2000. szeptember 23. 13:00 |  |            |     |        |  |  |

| 2000. szeptember 23. 17:30 |  | Új-Zéland (NZL) | 1–2 | Japán |  |  |
| 2000. szeptember 23. 17:30 |  |                 |     |       |  |  |

| 2000. szeptember 23. 20:00 |  | Egyesült Államok (USA) | 6–0 | Olaszország |  |  |
| 2000. szeptember 23. 20:00 |  |                        |     |             |  |  |

## Rájátszás
|  |           |                  |           |                  |            |                    |                    |                    |   |  |       |                  |       |
|  | Elődöntők | Elődöntők        | Elődöntők |                  |            | A döntőbe jutásért | A döntőbe jutásért | A döntőbe jutásért |   |  | Döntő | Döntő            | Döntő |
|  | Elődöntők | Elődöntők        | Elődöntők |                  |            | A döntőbe jutásért | A döntőbe jutásért | A döntőbe jutásért |   |  | Döntő | Döntő            | Döntő |
|  |           |                  |           |                  |            |                    |                    |                    |   |  |       |                  |       |
|  |           |                  |           |                  |            |                    |                    |                    |   |  |       |                  |       |
|  | 1         | Japán            | 1         |                  |            |                    | 1                  | Japán              | 1 |  |       |                  |       |
|  | 1         | Japán            | 1         |                  |            |                    | 1                  | Japán              | 1 |  |       |                  |       |
|  | 2         | Ausztrália       | 0         |                  |            |                    |                    |                    |   |  | 4     | Egyesült Államok | 2     |
|  | 2         | Ausztrália       | 0         |                  |            |                    |                    |                    |   |  | 4     | Egyesült Államok | 2     |
|  |           |                  |           | 2                | Ausztrália | 0                  |                    |                    |   |  |       |                  |       |
|  |           |                  |           | 2                | Ausztrália | 0                  |                    |                    |   |  |       |                  |       |
|  |           |                  | 4         | Egyesült Államok | 1          |                    |                    |                    |   |  |       |                  |       |
|  |           |                  |           | Egyesült Államok | 1          |                    |                    |                    |   |  |       |                  |       |
|  | 3         | Kína             | 0         |                  |            |                    |                    |                    |   |  |       |                  |       |
|  | 3         | Kína             | 0         |                  |            |                    |                    |                    |   |  |       |                  |       |
|  | 4         | Egyesült Államok | 3         |                  |            |                    |                    |                    |   |  |       |                  |       |
|  | 4         | Egyesült Államok | 3         |                  |            |                    |                    |                    |   |  |       |                  |       |
|  |           |                  |           |                  |            |                    |                    |                    |   |  |       |                  |       |

### Elődöntők
| 2000. szeptember 25. 9:30 |  | Japán (JPN) | 1–0 | Ausztrália |  |  |
| 2000. szeptember 25. 9:30 |  |             |     |            |  |  |

| 2000. szeptember 25. 12:00 |  | Kína (CHN) | 0–3 | Egyesült Államok |  |  |
| 2000. szeptember 25. 12:00 |  |            |     |                  |  |  |

### A döntőbe jutásért
| 2000. szeptember 25. 19:30 |  | Ausztrália (AUS) | 0–1 | Egyesült Államok |  |  |
| 2000. szeptember 25. 19:30 |  |                  |     |                  |  |  |

### Döntő
| 2000. szeptember 26. 19:30 |  | Japán (JPN) | 1–2 | Egyesült Államok |  |  |
| 2000. szeptember 26. 19:30 |  |             |     |                  |  |  |

| A 2000. évi nyári olimpiai játékok softballtornájának olimpiai bajnoka |
| · EGYESÜLT ÁLLAMOK · 2. cím                                            |
| ---------------------------------------------------------------------- |

## Végeredmény
| Arany | Egyesült Államok (USA) | 10 | 7 | 3 | 25 | 7  | +18 |  |  |
| Ezüst | Japán (JPN)            | 9  | 8 | 1 | 20 | 9  | +11 |  |  |
| Bronz | Ausztrália (AUS)       | 9  | 6 | 3 | 22 | 7  | +15 |  |  |
| 4.    | Kína (CHN)             | 8  | 5 | 3 | 26 | 7  | +19 |  |  |
|       |                        |    |   |   |    |    |     |  |  |
| 5.    | Olaszország (ITA)      | 7  | 2 | 5 | 3  | 27 | –24 |  |  |
| 6.    | Új-Zéland (NZL)        | 7  | 2 | 5 | 12 | 22 | –10 |  |  |
| 7.    | Kuba (CUB)             | 7  | 1 | 6 | 6  | 30 | –24 |  |  |
| 8.    | Kanada (CAN)           | 7  | 1 | 6 | 13 | 18 | –5  |  |  |